# شومه
شومه روستایی در دهستان درمیان بخش مرکزی شهرستان درمیان استان خراسان جنوبی ایران است. بر پایه سرشماری عمومی نفوس و مسکن در سال ۱۳۹۰ جمعیت این روستا ۱۴ نفر (در ۴ خانوار) بوده است.